# إيرني آيزارد
إيرني آيزارد (بالإنجليزية: Ernie Izzard)‏ مواليد 25 فبراير 1905 - الوفاة في عقد 1970، كان ملاكم محترف بريطاني صنّف ضمن فئة وزن الريشة بدأ مسيرته الاحترافية سنة 1920.

## إحصائيات
خاض خلال مسيرته 126 نزالا، فاز في 95 وتعادل في 9 وخسر في 20. فاز بالضربة القاضية في 31 نزالا.

## روابط خارجية
- إيرني آيزارد على موقع بوكس ريك (الإنجليزية) (registration required)